# Konstnärsgrupp
En konstnärsgrupp består av konstnärer, som av olika skäl kopplas samman eller själva grupperar sig. Det kan vara att de jobbar med ett gemensamt program, som Cobra, mot ett gemensamt mål, som Opponenterna eller konstnärer som kopplas samman av konstpubliken och recensenter som exempelvis Göteborgskoloristerna. Men en konstnärsgrupp kan också vara, som med Färg och form, att man går samman och bildar en förening eller ett nätverk för att exempelvis driva ett galleri.
Att bilda konstnärsgrupper har varit olika populärt i olika tider. Under 1900-talet och framåt ser man tydliga tendenser under vissa perioder när det blommar upp konstnärsgrupper och när konstnärerna arbetar mer individuellt. I perioder under första halvan av 1900-talet skapades flera grupperingar, och man skrev manifest för att poängtera sina ställningstaganden. Grupperna var då precis som nu olika löst eller hårt sammansvettsade. Exempel är dadaisterna, futuristerna och surrealisterna. Senare under 1960- och 1970-talet, influerat av den kollektivistiska människosynen, blev det åter igen populärt att gruppera sig och att på olika sätt manifestera sina åsikter som en grupp. Exempel är Provorörelsen i Amsterdam, Provierörelsen i Stockholm, Drakabygget och Situationistiska internationalen. En form av konstnärsgrupp är även det som betecknas crew inom graffitikonsten vilket är en löst sammansatt grupp under ett gemensamt namn med syfte att måla aktionsvis tillsammans. Under det individualistiska 1980- och 1990-talet fanns inte alls samma vilja till gruppering. Men så mot 1990-talets slut så blev det än en gång populärt och en mängd grupper och nätverk samlade sig kring vissa mål, program eller dylikt. En av de största samtida internationella konstnärsgrupperna är Artmoney vilket är en mycket löst sammansatt grupp som omfattar tusentals konstnärer.
Ibland kan det vara svårt att skilja begreppet Konstnärsgrupp från Konstnärskoloni.